# Karl-Heinz Stummer
Karl-Heinz Stummer (* 11. Dezember 1936 in Linz; † 12. Oktober 2007 in Mödling) war ein österreichischer Sänger und Schauspieler.

## Leben
Stummer wurde als Sohn eines Bankangestellten geboren. Nachdem er das Gymnasium vorzeitig verlassen musste, machte er eine Lehre als Schriftsetzer und arbeitete dann als Korrektor und Lektor, unter anderem an der Taschenbuchausgabe der Werke von Karl May. Er wurde 1952 Mitglied der pennalen Verbindung Gothia Linz. Er studierte Gesang am Brucknerkonservatorium in Linz, war aber mehr der Schauspielerei zugeneigt.
Er erhielt ein Engagement am Theater in St. Pölten, war am Landestheater Linz und trat am Stadttheater Baden auf. Seinen Vertrag beim Landestheater Innsbruck musste er wieder lösen, da er Opfer eines Verkehrsunfalls wurde und in die Rehabilitation musste. Er arbeitete als Korrektor beim Verlag Ueberreuter. Nebenbei trat er bei den Sommerspielen in Gutenstein und bei Aufführungen in Wiener Altersheimen auf. 1978 zog er nach Gießhübl. Von 1980 bis zu seiner Pensionierung 1996 war er als Schauspieler und Sänger am Stadttheater Baden tätig. Er war an der Gründung des Karl-Theater Gießhübl beteiligt, trat diesem 1981 bei und war unter anderem 1982 als Regisseur und gleichzeitig in der Hauptrolle der Kriminalkomödie Ein mörderischer Tag tätig. 1985 zog er nach Brunn am Gebirge. Er lebte seinen evangelisch-christlichen Glauben, was sich in seinem Engagement im örtlichen Presbyterium zeigte. In der Kirche von Gießhübl führte er 1992 und 1996 den Jedermann auf. 1996 wurde er Mitglied der Akademischen Burschenschaft Aldania Wien. 2003 hatte er eine Herzoperation, was seine Tätigkeiten einschränkte, jedoch konnte er vor seinem Tod 2006 und 2007 noch einmal die Rolle des Zauberkönigs in Ödön von Horváths Geschichten aus dem Wiener Wald spielen.